# Maesaipsyche
Maesaipsyche is geslacht van schietmotten uit de familie Hydropsychidae. De wetenschappelijke naam van het geslacht is voor het eerst geldig gepubliceerd in 1993 door H. Malicky en P. Chantaramongkol. Dit geslacht wordt ook wel tot de familie Arctopsychidae gerekend, of tot de subfamilie Arctopsychinae van de Hydropsychidae.
Het is een klein geslacht met anno 2018 vijf gekende soorten, die in het Oriëntaals gebied voorkomen:
- Maesaipsyche prichapanyai Malicky en Chantaramongkol, 1993 – Thailand.
- Maesaipsyche stengeli Malicky, 1997 – uit het noorden van Thailand.
- Maesaipsyche mekongensis Mey, 2001 – langs de Mekong in Laos; Vietnam.
- Maesaipsyche serrulata Sun & Yang, 2009 – China (Guangxi)
- Maesaipsyche lappa T.I. Arefina-Armitage en B.J. Armitage, 2015 – Vietnam[2]